# イングリア (イタリア)
イングリア（イタリア語: Ingria）は、イタリア共和国ピエモンテ州トリノ県にある、人口約50人の基礎自治体（コムーネ）。

## 地理

### 位置・広がり

#### 隣接コムーネ
隣接するコムーネは以下の通り。
- フラッシネット
- ポント＝カナヴェーゼ
- ロンコ・カナヴェーゼ
- スパローネ
- トラヴェルセッラ

## 行政

### 分離集落
イングリア には、以下の分離集落（フラツィオーネ）がある。
- Albaretto, Albera, Arcavut, Bech, Beirasso, Belvedere, Bettassa, Borgognone, Camprovardo, Cavagnole, Ciuccia, Fenoglia, Ghiaire, Mombianco, Monteu, Querio, Reverso, Rivoira, Salsa, Villanuova, Viretto